# Adam-lès-Passavant
Adam-lès-Passavant è un comune francese di 98 abitanti situato nel dipartimento del Doubs nella regione della Borgogna-Franca Contea.

## Società

### Evoluzione demografica
Abitanti censiti